# Herbert Müller
Herbert Müller (født 30. november 1969 i Timișoara, Rumænien) er en tidligere tysk/rumænsk håndboldspiller og nuværende landstræner for Østrigs kvindehåndboldlandshold og klubtræner for tyske Thüringer HC i Handball-Bundesliga Frauen.
Han startede hans trænerkarriere for DJK Augsburg-Hochzoll fra 1988 til 1989. Derefter trænede han topklubben 1. FC Nürnberg Handball mellem 1999 og 2008. I denne periode vandt Nürnberg det tyske mesterskab i 2005, 2007 og 2008, DHB-Pokalen i 2004 og 2005 og EHF Challenge Cup i 2004. Siden 2004 har han også været landstræner for det østrigske A-kvindelandshold. I 2008 overtog Müller også trænerposten i den rumænske klub CS Urban Brașov. To år senere flyttede han til den tyske Bundesliga-klub Thüringer HC. Siden da er det blevet til 7 tyske mesterskaber, 3 pokaltitler og 3 Super Cup-titler.
Han blev i december 2021 testet positiv for Covid-19, hvilket resulterede i han ikke kunne træne og lede det østrigske landshold under VM 2021 i Spanien.

## Meritter som klubtræner
- Handball-Bundesliga Frauen: 2005, 2007, 2008, 2011, 2012, 2013, 2014, 2015, 2016, 2018
- DHB-Pokal: 2004, 2005, 2011, 2013, 2019
- DHB-Supercup: 2015, 2016, 2018
- EHF Challenge Cup: 2004